# Tanconville
Tanconville település Franciaországban, Meurthe-et-Moselle megyében. Lakosainak száma 106 fő (2022. január 1.). Tanconville Hattigny, Bertrambois, Cirey-sur-Vezouze és Frémonville községekkel határos.

## Népesség
A település népessége az elmúlt években az alábbi módon változott:
| Lakosok száma | 160  | 138  | 115  | 89   | 105  | 115  | 114  | 106  | 106  | 106  |
|               | 1968 | 1982 | 1990 | 2006 | 2013 | 2015 | 2017 | 2019 | 2020 | 2022 |